# بروس گری
بروس گری (انگلیسی: Bruce Gary; ۷ آوریل ۱۹۵۱ – ۲۲ اوت ۲۰۰۶) موسیقی‌دان اهل ایالات متحده آمریکا بود.